# Região Censitária de Bethel
A Região Censitária de Bethel é uma das 11 regiões localizada no estado estadunidense do Alasca que faz parte do distrito não-organizado, portanto não possui o poder de fornecer certos serviços públicos aos seus habitantes, que são fornecidos por distritos organizados e por condados. Como tal, não possui sede de distrito. Possui uma área de 117,866 km², uma população de 16,006 habitantes e uma densidade demográfica de cerca de 0.1 hab/km². Sua maior cidade é Bethel que também é a maior cidade em todo o Distrito não-organizado.